# Spetze und Krummbek im Ohre-Aller-Hügelland
Spetze und Krummbek im Ohre-Aller-Hügelland este o arie protejată (arie specială de conservare — SAC, sit de importanță comunitară — SCI) din Germania întinsă pe o suprafață de 23 ha, integral pe uscat.

## Localizare
Centrul sitului Spetze und Krummbek im Ohre-Aller-Hügelland este situat la coordonatele 52°22′27″N 11°10′42″E / 52.3742°N 11.1783°E.

## Înființare
Situl Spetze und Krummbek im Ohre-Aller-Hügelland a fost declarat sit de importanță comunitară în octombrie 2000 pentru a proteja 5 specii de animale. Situl a fost protejat și ca arie specială de conservare în decembrie 2018.

## Biodiversitate
Situată în ecoregiunea atlantică, aria protejată conține 2 habitate naturale: Cursuri de apă de la nivel de câmpie la nivel montan, cu vegetație Ranunculion fluitantis și Callitricho-Batrachion, Liziere de ierburi înalte hidrofile de câmpie și de nivel montan până la alpin.
La baza desemnării sitului se află mai multe specii protejate:
- mamifere (1): vidră de râu (Lutra lutra)
- nevertebrate (1): Coenagrion mercuriale
- pești (3): Cobitis taenia Complex, țipar (Misgurnus fossilis), boarță (Rhodeus amarus)

Pe lângă speciile protejate, pe teritoriul sitului au mai fost identificate 2 specii de plante.